# Acedia (religión)

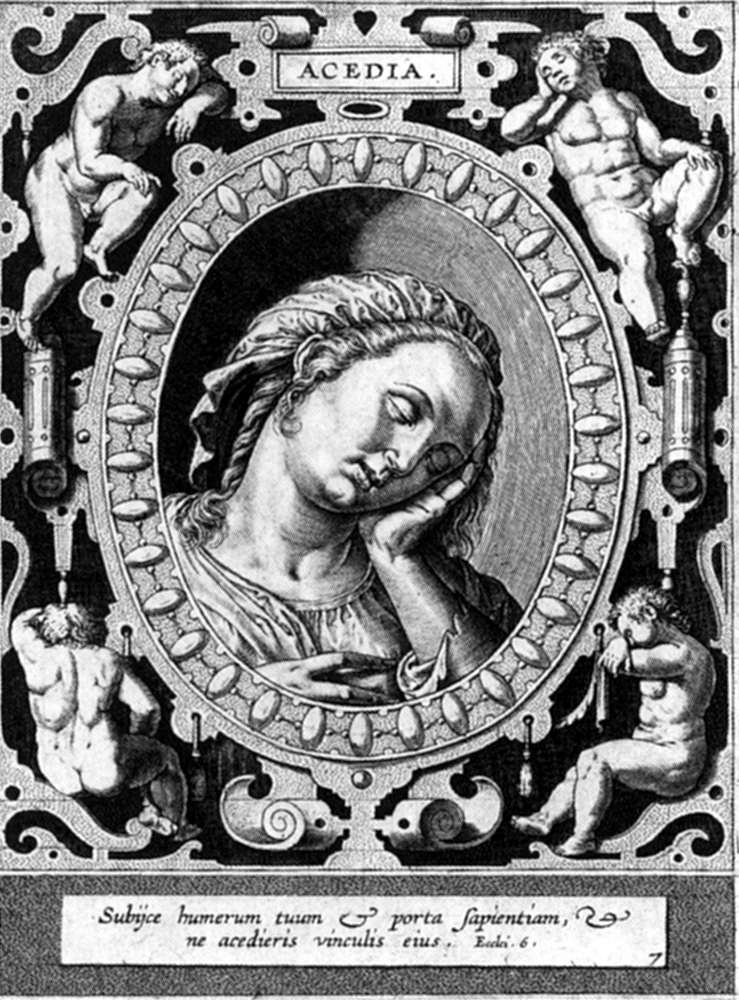
Acedia, grabado de Hieronymus Wierix, Siglo XVI

Acedia (o acedía), del latín acidia, es una versión latinizada de la palabra griega "ἀκηδία" (a-kédia), es decir la negación de kêdos (cuidado). Por ello es definida originalmente como «descuido» o «falta de cuidado». 
En la antigua Grecia, akidía significaba literalmente un estado inerte sin dolor ni cuidados. En el cristianismo primitivo, los primeros monjes usaron el término para definir un estado espiritual de apatía y tedio, y de ahí el término desarrolló un tono moral marcadamente cristiano. En los tiempos modernos ha sido adoptado por figuras literarias y conectado con la depresión.

## En la Antigua Grecia
En la antigua Grecia, acedia originalmente significaba indiferencia o descuido en la línea de su significado etimológico de falta de cuidado. Así, Homero en la Ilíada lo usa tanto para referirse a los soldados que son indiferentes ante un camarada («y ninguno de los otros [soldados] hizo caso omiso de él») como para referirse al cuerpo de Héctor que yacía insepulto y deshonrado en el campamento de los aqueos («Héctor yace descuidado en medio de las chozas»). Hesíodo lo usa en el sentido de «indiferente» (ἀνίκητος καὶ ἀκηδὴς, «invicto y sin problemas»). Peter Toohey, en su artículo «Acedia in Late Classical Antiquity» sostiene que la acedia, incluso en la Antigüedad, era sinónimo de depresión.

## Representaciones de la era cristiana primitiva

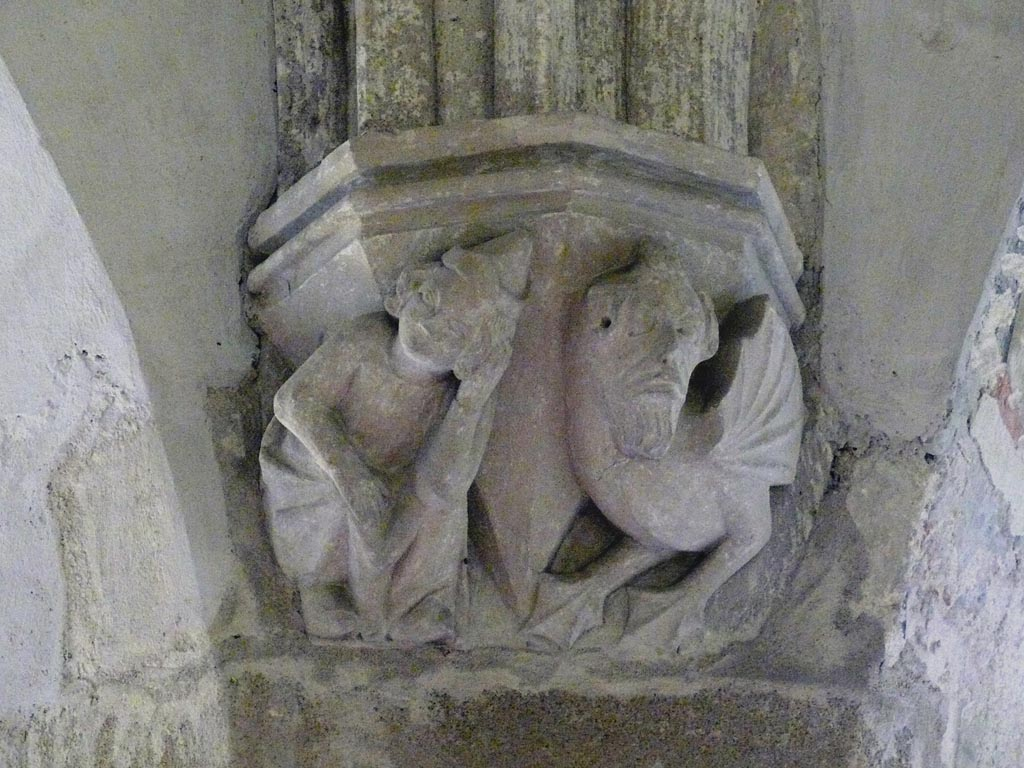
Acedia es representada como un hombre dormido junto a un murciélago en la Iglesia de la Cabra en Sopron, Hungría.

Teólogos, historiadores y literatos han interpretado de diversas maneras la acedia, pero principalmente como la representación de una variedad de estados psicológicos, conductas o condiciones existenciales, como la pereza, la apatía, el tedio o aburrimiento o el abatimiento.
El demonio de la acedia ocupa un lugar importante en la demonología y protopsicología monásticas primitivas. A finales del siglo IV, Evagrio Póntico, por ejemplo, lo caracteriza como «el más problemático de todos» los ocho géneros de malos pensamientos. Al igual que los que le siguieron, Evagrio consideraba la acedia como una tentación, viendo el gran peligro que reside en ceder a ella. El padre del desierto Juan Casiano, contemporáneo de Evagrio, describió la inquietud apática de acedia como «el demonio del mediodía», en el monje cenobítico:
Mira a su alrededor con ansiedad de un lado a otro, y suspira porque ninguno de los hermanos viene a verlo, y a menudo entra y sale de su celda, y con frecuencia mira hacia el sol, como si se pusiera demasiado lento, y así una especie de confusión mental irracional se apodera de él como una oscuridad repugnante.
En la tradición latina medieval de los siete pecados capitales, la acedia generalmente se ha convertido en el pecado de la pereza. La Regla Benedictina ordenaba que un monje que mostrara los signos externos de la acedia debería:
ser reprendido por primera y segunda vez. Si no enmienda debe ser sometido al castigo de la regla para que los demás tengan miedo.

## La Edad Media
Según el Diccionario Oxford Conciso de la Iglesia Cristiana, «a principios del siglo V, la palabra se había convertido en un término técnico en el ascetismo cristiano, que significaba un estado de inquietud e incapacidad para trabajar u orar». No solo los monjes y teólogos hablaron del vicio, sino que también aparece en escritos laicos. Aparece en la Divina Comedia de Dante no solo como un pecado que debe ser castigado en los condenados, sino como el pecado que lleva a Dante al borde del infierno. El párroco de Chaucer incluye la acedia en su lista de vicios. Sigue la ira y la envidia en la lista y el párroco conecta los tres vicios juntos:
Porque la envidia cega el corazón del hombre, y la ira turba al hombre; y la acedia lo vuelve pesado, reflexivo y furioso. / La envidia y la ira hacen amargura en el corazón; que amargura es moderna de acedia, y le une el amor de toda bondad.
En su análisis sostenido del vicio en la pregunta 35 de la Segunda Parte (Secunda Secundae) de su Summa Theologica, el teólogo del siglo XIII Tomás de Aquino identifica la acedia con «el dolor del mundo» (compárese con el concepto alemán de Weltschmerz) que «produce la muerte». y lo contrasta con ese dolor «según Dios» descrito por San Pablo en 2 Cor. 7:10. Para Santo Tomás de Aquino, la acedia es «dolor por el bien espiritual en la medida en que es un bien divino». Se convierte en pecado mortal cuando la razón consiente en la «huida» (fuga) del hombre del bien divino, «a causa de que la carne prevalece totalmente sobre el espíritu». La acedia es esencialmente una huida de lo divino que lleva a ni siquiera preocuparse de que a uno no le importe. La máxima expresión de esto es una desesperación que termina en suicidio.
La enseñanza de Santo Tomás de Aquino sobre la acedia en la pregunta 35 contrasta con su enseñanza anterior sobre la «alegría espiritual» dotada de la caridad, a la que la acedia se opone directamente y que explora en la pregunta 28 de la Secunda Secundae. Como dice Santo Tomás de Aquino: «Un opuesto se conoce a través del otro, como las tinieblas a través de la luz. De ahí que también lo que es el mal debe conocerse por la naturaleza del bien».

## Renacimiento del término
El término acedia casi desapareció en el uso común a principios del siglo XX. En el Oxford English Dictionary de 1933, accidie fue declarada ciertamente obsoleta, con referencias que datan de 1520 y 1730; pero a mediados del siglo XX, cuando la gente civilizada se enfrentaba al horror genocida de dos guerras mundiales, el concepto de acedia volvió a usarse. Ya no es propiedad exclusiva de los teólogos, pues la palabra aparece en textos de Aldous Huxley y de Ian Fleming.